# Sipos György (agrármérnök)
Sipos György (1925–1987) erdélyi magyar agrármérnök, mezőgazdasági szakíró.

## Életútja, munkássága
Életéről csak bizonytalan adataink vannak: 1948-ban végzett a kolozsvári Mezőgazdasági Akadémián, utána egy évig tanársegéd volt ugyanott, majd Bukarestbe került; a lovrini, majd a funduleai kutatóközpontban dolgozott haláláig. Egy, a szerzők nevének feltüntetése nélkül kiadott kötet, Az agronómus kézikönyve (Bukarest, 1954), majd Az öntözés gyakorlata (Bukarest, 1973) társszerzője (utóbbi D. Mureşannal, Nagy Zoltánnal és Titz Lajossal). Az 1970-es években az Analele ICCS (Brassó), Analele ICCPT (Fundulea), Probleme Agricole, Revista de Protecţie vegetală – Cereale şi plante tehnice közölte a cukorrépa, gyapot, kukorica termesztésére, öntözésére, szerves trágyázására, a talaj előkészítésére vonatkozó, román társszerzőkkel írott tanulmányait.